# Konzervacija slika
Konzervacija slika ili preciznije rečeno konzervacija-restauracija slika je umijeće i znanost konzervacije restauracije starih odnosno oštećenih slika. Idealno bi bilo da se slike vrate u stanje što bliže izvornom ili barem približno izvornom stanju. Ovo podrazumijeva i strukturalnu konsolidaciju slika na dasci ili zidu te dubliranje slika na platnu, ako je izvorno platno preslabo ili oštećeno.
Konzervator-restaurator slika mora temeljito poznavati slikarsku tehnologiju, te povijest razvoja slikarstva. Također mora biti upoznat s najnovijim tehnikama rada na slikama, te osnovnim etičkim konceptima konzervacije restauracije. Od velikog je značaja i poznavanje znanstveno zasnovanih metoda istraživanja.

## Osnovne tehnike
- uljene boje
- tempera
- akvarel
- enkaustika
- pastel
- freska
- akrilne boje
- mozaik
- kolaž
- gvaš

## Slike na zidu
Vidi članak Konzervacija restauracija slika u fresko tehnici

## Slike na dasci
Vidi članak  Konzervacija restauracija slika na dasci

## Ostale podloge
- metal
- bjelokost
- staklo

## Konzervatorski postupci
Nakon što se utvrdi stanje slike te njena stabilnost i povijest eventualnih prethodnih zahvata,kao i dokumentiranje spomenutih postupaka, može se krenuti ka određenju konzervatorskog postupka.Rezultat istog bit će najčešće "stabilniji sloj boje i temeljnika, primjerenija estetska prezentacija, sve kao rezultat čišćenja i reintegracije izgubljenih dijelova.

### Konsolidacija
Podljepljivanje nestabilnih dijelova slike.

### Čišćenje
Uklanjanje i smanjenje "nečistoće, zamućenog i ostarjelog laka,te retuš pomoću mješavina otapala ili mehaničkim putem."

### Facing
Osiguravanje bojenog sloja pomoću tankog papira te ljepila, prije konsolidativnih strukturalnih procedura.

### Transfer
Uključuje uklanjanje izvornog platna i blind rame, podizanje sloja boje i temeljnika, te zatim prenošenje istih na novu podlogu.

### Parketaža
Podrazumijeva stabilizaciju slike na dasci putem mreže drvenih prečki spojenih na stražnju stranu slike, uz napomenu da se i sama daske često morala stanjiti.

### Dubliranje slika
Uključuje ljepljenje starog platna na novo platno.

### Uklanjanje starog dubliranja
Uklanjanje starog dubliranja zbog delaminacije starog i novog platna, najčešće zbog propalog adheziva.

### Lakiranje
Nanošenje stabiliziranog prirodnog ili sintetskog laka.

### Kitanje
Kitanje dijelova gdje je oslik oštećen.

### Retuš oštećenja
Estetska reinegracija kitanih dijelova, koriste se sintetska ili prirodna veziva.

## Znanstveni alati u uporabi
Konzervatori moraju analizirati unutarnje slojeve slike te podlogu kako bi identificirali pigmente te nestabilne slojeve slike. U te svrhe koriste razne znanstvene tehnike identifikacije, kao što su:

### Multispektralno snimanje
Podrazumijeva sliku viđenu pod raznim valnim dužinama.Kod konzervatorskih istraživanja slike se snimaju : ultralubičasti dio spektra(UV), vidljivi dio (VIS) i infracrveni (IR).
Vidljivo svjetlo Slika snimljena u području koje se vidi golim okom.T
Koso svjetlo'- slika se osvjetljava sa strane,kako bi jasno vidjeli male pukotine i površinsku strukturu slike.
Ultraljubičasta fluorescencija slika se osvjetljava izvorom ultraljubičastog zračenja,omogućuje vidljivost lakova i starih zahvata.
Infracrvena reflektografija slika se izloži izvoru infracrvenog zračenja te se snima refleksija istog, a pokazuje nam podslikavanje ili crtež.
Infracrvena slika i slika u vidljivom području spektra Dobiva se preklapanjem slika nastalih ovim tehnikama, pokazuje uporabu različitih materijala i retuš.
IRF-Infracrvena Fluorescencija- Slika se izlaže istovremeno vidljivom i infracrvenom zračenju, identifikacija kemikalija i vrsta boje korištenih na slici.

#### Instrumenti
- Digitalna kamera (visoke kvalitete) - može osim u vidljivom dijelu spektra snimati u UV i ponekad IR području spektra.
- Kamera osjetljiva i na IR - za snimanje dužih valnih dužina.

### Rentgen
X-zraci ili rendgenske zrake koriste se za detekciju teških metala koji čine neke pigmente (kositar, olovo, živa).

### XRF
Fluorescencija rendgenskih zraka koristi se za određenje sastava materijala prisutnih na slici.

### Skenirajući makro XRF & neutron activation autoradiography (NAAR)
Ove dvije tehnike omogućuju i analizu dubljih slojeva slike.

## Preventivna zaštita
Preporučena relativna vlažnost zraka je 45-60 %, a temperatura u čuvaonici oko 20 °C. Razina rasvijete do 150 lx, kod slika na papiru do 50 lx. Potrebno je što češće kontrolirati stanje predmeta, te obavezno provoditi mjere zaštite od UV zračenja.

## Uzroci oštećenja
Vlaga, toplina, svjetlo, zagađivači te štetnici mogu ili postupno ili iznenada uzrokovati štetu na slikama.

### Relativna vlaga i temperatura
Niska ili visoka vlaga,kao i nagle promjene iste vrlo štetno djeluju na stare slike. Prema Canadian Conservation Institute-u, postoje četiri vrste neodgovarajuće vlage. To su: vlaga iznad 75% RH, vlaga iznad ili ispod kritične vrijednosti za neki objekt, RH iznad 0%, i oscilacije u vlagi zraka. "Opće prihvaćene vrijednosti temperature i relativne vlage zraka za muzejske predmete su 18°-21° C,te 47%-55% RH." Najbolju metodu kontrole ovih uvjeta predstavlja korištenje centralne kontrole mikroklime .Jeftinija i također prihvatljiva zamjena su ovlaživači i odvlaživači zraka,dakako isključivo u broju primjerenom nekom određenom prostoru.

### Svjetlo
I vidljivo i nevidljivo svjetlo tj UV zračenje mogu znatno oštetiti slike.Na njega su posebno osjetljivi organski materijali poput papira, tkanina, kože, drveta te obojene površine.

### Zagađivači
Može ih se podijeliti na plinove,aerosole,tekućine te čvrste tvari koje reagiraju s oslikom.
Zagađenost zraka,kako ozonpm,vodikovim sulfidom,sumpornim dioksidom,čađom i solima negativno utječe na stanje kulturne baštine pa i slika.
U zagađivače koji se kontaktno prenose ubrajamo plastifikatore iz PVC-a,sumporne spojeve iz prirodne gume,,viskozni spojevi iz ostarjele poliuretanske pjene,masne kiseline humanog porijekla,odnosno masnih predmeta,kao i impregnirani ostaci sredstava za čišćenje.Zbog njihova djelovanja dolazi do diskoloracije i korozije.
UnutrašnJi zagađivaći su pak kompozitni objekti koji sadrže spojeve štetne za druge dijelove objekta.Njihovo djelovanje uključuje propadanje objekta,zakiseljavanje,diskoloraciju ili mrljanje objekta,te ubrzanje procesa propadanja putem kisika,vodene pare,ili drugih zagađivača.

### Štetnici
Prije svega se tu radi o insektima i glodavcima,prisutnost spomenutih može dovesti do znatnih oštećenja.

## Preporučeni okolišni uvjeti te moguća oštećenja
| Materijal                     | Preporučena relativna vlažnost zraka | Potencijalna oštećenja                                                                         | Preporučena razina rasvijete | Potencijalna šteta                                                                      | Temperatura                | Potencijalna šteta                                                                                                   |
| ----------------------------- | ------------------------------------ | ---------------------------------------------------------------------------------------------- | ---------------------------- | --------------------------------------------------------------------------------------- | -------------------------- | --- |
| Akrilik                       | 40-60%                               | Niska vlaga uzrokuje uvijanje i pucanje,visoka uvijanje,curenje i bubrenje                     | najviše 50 Lx                | trajne promjene pigmenta,isušivanje,nastanak pukotina,otprskivanje boje.                | 65 °F-70 °F                | Visoka temperatura omekšava bojeni sloj,raste nakupljanje nečistoća,od niske temperature slikani sloj postaje krhak. |
| Platno                        | 50 ± 10%                             | Lako prikuplja prašinu                                                                         | najviše 200 lx               |                                                                                         | 68 °F ± 2°                 | lako prikuplja prašinu                                                                                               |
| Keramika                      | 50% ± 5%                             | Može rezultirati korozijom stakla tj glazure                                                   | najviše 300 lx               | Neke vrste stakla postaju purpurne od solarizacije                                      | 68 °F ± 3°                 | Uzrokuje širenje i skupljanje,mogućnost loma ili pukotina.                                                           |
| Tekstil                       | 40-50%                               | Pljesan, insekti                                                                               | najviše 50 lx                | bljeđenje bojitelja, vlakna postaju sve kruća                                           | 55 °F-68 °F                | Termalna degradacija                                                                                                 |
| Emajl                         | 50 ± 10%                             | osjetljiv na visoku temperaturu                                                                | najviše 300 lux              | previše svjetla stvara toplinu i šteti                                                  | 68 °F ± 2°                 | Osjetljiv na visoku temperaturu                                                                                      |
| Enkaustika                    | 50 ± 5%                              | Termoplastčnost ili krtost                                                                     | najviše 200 lx               | Previše ili premalo topline uzrokuje izobličenja i otvrdnjavanje bojenog sloja          | 68 °F ± 2°                 | Termoplastičnost ili krtost                                                                                          |
| Staklo                        | 50% ± 5% ili 40-45% za "plač" stakla | otprskivanje boje                                                                              | najviše 300 lx               | Nije osjetljivo na svjetlo, no sloj boje jest                                           | 68 °F ± 3°                 | Kemijsko i fizičko propadanje potiče promjena temperature                                                            |
| Slonovača                     | 35-55%                               | HVisoka vlaga uzrokuje uvijanje i pucanje, od niske vlage slonovača postaje lomljiva           | najviše 50 lx                | Blijeđenje boja                                                                         | 65 °F-70 °F                | uvijanje i pucanje, prskanje boje                                                                                    |
| Slikanje lakom                | 55-60%                               | Degradacija od kisika, skupljanje, i unutarnji stres Blijeđenje, izbjeljivanje, stvaranje soli | najviše 150 lx               | Blijeđenje i diskoloracija                                                              | 68 °F                      | Promjena u boji površinskog sloja laka, gubitak elastičnosti i žilavosti                                             |
| Metal                         | 40-50%                               | Niži RH manje šanse za koroziju, no boja postaje lomljiva                                      | najviše 300 lx               | Povišena toplina omekšava boju                                                          | 68 °F ± 2°                 | Povišena toplina omekšava boju, niska je čini lomljivom.                                                             |
| Uljane boje                   | 40-45% or 45-45%                     | širenje i skupljanje slike, drvo i tkanina upijaju vlagu, ili se skupljaju, boja otprskuje,    | najviše 200 lx               | Blijeđenje ili tamnjenje slike                                                          | 65 °F-70 °F or 70 °F-75 °F | širenje i skupljanje slike                                                                                           |
| Pastel                        | 50 ± 10%                             |                                                                                                | max 50 lx                    | primjer                                                                                 | 68 °F ± 2°                 | |
| Papir                         | 40-50%                               | Diskoloracija, izobličenja, mikrobiološki napad, povećana prisutnost insekata                  | najviše 50 lx                | Diskoloracija, blijeđenje pigmenata                                                     | 68 °F-70 °F                | Raspad celuloze, pad trajnosti.                                                                                      |
| Slike na svitcima ili panoima | 50-60%                               | Plijesan, fizičko izobličenje, lomljivost                                                      | najviše 50 lx                | Blijeđenje boja, propadanje svile i drugih organskih materijala                         | 65-70 °F                   | Fizičko izobličenje,lomljivost                                                                                       |
| Vodene boje i gvaš            | 50 ± 5%                              | Vezivo gubi svoju moć                                                                          | najviše 50 lx                | Boje blijede i mijenjaju ton                                                            | 68 °F ± 2°                 | Propadanje veziva |
| Drvo                          | 45-50%                               | Izvijanje,pucanje,stezanje,bubrenje                                                            | najviše 200 lx               | jako svjetlo može povisiti temperaturu te prouzročiti izobličrnja i pucanje,te stezanje | 20 °F ± 2°                 | Savijanje,pucanje,stezanje,bubrenje                                                                                  |

## Slikarske tehnike i njima primjerena zaštita

### Akrilik
Akrilne slikarske boje uvedene su pedesetih godina prošlog stoljeća,te su po svom sastavu i osobinama potpuno drugačije od uljenih boja ili tempere.Možemo ih podijeliti na one bazirane na vodenoj disperrziji,te one koje su bazirane na u organskom otapalu otopljenoj smoli.Za razliku od uljene boje akrilne suše za otprilike 30 minuta.[.

#### Preventivna zaštita
Treba ih čuvati od prašine te previsoke ili preniske temperature. Relativna vlaga zraka najbolje manje od 55 %.

#### Konzervacija restauracija
Nakon 10 godina istraživanja razvijene su i neke metode čišćenja primjerene slikama u ovoj tehnici.Ovim se postupcima mogu izbjeći tipična bubrenja bojenog sloja kao i promjene u sjaju bojenog sloja.

### Slike slikane za gledanje pod UV svjetlom,te slike slikane fluorescentnim bojama
Iako vrlo atraktivne ove slike vremenom gube svoj sjaj. Moć refleksije UV svjetla s vremenom polako opada te boje postaju sve tamnije.

#### Preventivna zaštita
Intenzitet refleksije UV zračenja može se vrlo brzo smanjiti,stoga kod izlaganja najbolje automattom regulirati količinu i trajanje osvijetljenja.

#### Konzerviranje restauriranje
Intervencije moraju biti vrlo precizne kako ne bi bile presvijetle ili pretamne, znači ključna je ispravan odabir pigmenta koji će se koristiti.

### Jajčana tempera
Tempera od žutanjka jajeta i pigmenta suši na dodir vrlo brzo te je to čini problematičnom za korekciju i oživljavanje boja.

#### Preventivna konzervacija
Osjetljiva na mehaničko,suho čišćenje, čišćenje vodom te uklanjanje starih lakova.

#### Konzervacija restauracija
Površina često istrošena zbog oprašivanja i čišćenja, kod starih slika komplicirano identificiranje lakova, nove slike u ovoj tehnici u pravilu nisu lakirane. Osjetljiva na visoku vlagu i pojavu plijesni.

### Emajl lak
Ne treba ih brkati s pravim, pečenim emajlom na metalu. Radi se o nitro lakovima razvijenim za kućnu uporabu, no koristili su ih i slikari poput Pabla Picassa te Jacksona Pollocka.

#### Konzerviranje restauriranje
Često ih je potrebno dublirati,te lakirati.

### Enkaustika
Pigmenti vezani rastopljenim vrućim voskom, otporne na vlagu, ne žute.

#### Preventivna zaštita
Čuvati od previsoke temperature, inače ih se smatra vrlo trajnim obzirom na brojne povijesne primjere.

#### Konzerviranje restauriranje
Čistiti tamponima natopljenim vodom. Može se koristiti i mješavina voska i ugljičnog tetraklorida. Najveći je problem ispravna identifikacija voska korištenog pri izradi,najčešće uz pomoć plinske kromatografije te infra crvene fotografije.

### Freske
Vidi članak Konzervacija restauracija slika u fresko tehnici

### Lak
Vidi članak Konzerviranje restauriranje predmeta od laka

### Ulje na platnu
Slikanje pomoću pigmenata vezanih lanenim uljem, uz razne dodatke poput sikativa koji ubrzavaju dosta sporo sušenje bojenog sloja.  Može se izvoditi na platnu, dasci ili metalu, te kartonu, i to su samo neke od podloga za ovu tehniku.
. Slike su osjetljive na nisku vlagu i nagle promjene vlage i temperature.

#### Preventivna zaštita
Rasvjeta najviše 150 lx.40 - 60  % rv.

#### Konzerviranje restauriranje
Tretman uključuje spajanje napuknute daske, dubliranje, saniranje manjih poderotina, podljepljivanje nestabilne boje, uklanjanje starog laka itd.

## Pastel
Postoje 2 vrste pastela  -  suhe i uljene. Prva je vrsta češća. Suhe pastele se obavezno još moraju tretirati fiksativom.

#### Preventivna zaštita
Rasvjeta do 50 lx.Ograničiti vrijeme izlaganja. Obavezno paspartuirati i uokviriti pod staklo, ili bolje pleksiglas s UV filterom.

### Akvarel i gvaš
Obje tehnike koriste vodom razrjediva veziva, najčešće gumirabiku, te papir kao podlogu.

#### Preventivna zaštita
Rasvjeta do 50 lx,ograničiti vrijeme izlaganja, obavezno paspartuirati i izložiti uokvireno pod staklo. Pažljivo rukovati, štititi od previsoke vlage.

#### Konzervacija restauracija
Saniranje razderotina i nedostajućih dijelova pomoću pšenične škrobne paste ili metil celuloze.

## Školovanje konzervatora restauratora slika
- Diplomski (integrirani 5 godišnji) studij konzerviranja i restauriranja štafelajnih i zidnih slika, na Odsjeku za restauriranje i konzerviranje umjetnina na Akademiji likovnih umjetnosti u Zagrebu (od 1997.)
- Diplomski studij konzervacije i restauracije štafelajnog slikarstva, zidnog slikarstva i mozaika, Umjetnička Akademija u Splitu (od 1997.)

## Zakonska regulativa i zaštita prava konzervatora restauratora slika
Ako izuzmemo opće zakonske akte rad konzervatorsko-restauratorske službe u Hrvatskoj, pa i restauratora slika danas prije svega određuju sljedeći propisi:
Za restauratore i restauratore tehničare koji rade u Hrvatskom restauratorskom zavodu,Hrvatskom državnom arhivu,Nacionalnoj i sveučilišnoj knjižnici,te samostalno,odnosno za restauratore i preparatore koji rade u muzejima:
- Pravinik o stručnim zvanjima za obavljanje poslova na zaštiti i očuvnaju kulturnih dobara te uvjetima i načinu njihova stjecanja (NN 104/19)
- Pravilnik o uvjetima za dobivanje dopuštenja za obavljanje poslova na zaštiti i očuvanju kulturnih dobara (NN 98/18)

## Slobodni software primjenjiv u konzervaciji slika
- The Modular Cleaning Program,[21] autor Chris Stavroudis, po metodi Richarda Wolbersa
- Solvent solver, autor Mark Ormsby, kalkulator za rad po TEAS parametrima topivosti[22]
- TriSolv talijanski besplatni online alat za miješanje otapala u konzervaciji restauraciji[23]
- besplatni američki program za vodenje restauratorske dokumentacije[24]
- ACORN (A COnservation Records Network) ,besplatno američko web bazirano radno okružje za dokumentiranje konzervatorsko restauratorskih zahvata  Arhivirana inačica izvorne stranice od 7. listopada 2017. (Wayback Machine)
- besplatni operacijski sustavi: sve Linux distribucije (npr. Debian, Ubuntu, Fedora, Puppy Linux...)
- besplatne alternative Microsoft Word(R)-u: OpenOffice.org, LibreOffice, AbiWord
- uređivanje fotografija: GIMP, VIPS,[25] ImageJ
- slobodni preglednici slika: GQview, Xnview, IrfanView
- stolno izdavaštvo, izrada poster prezentacija: Scribus
- Besplatna open source baza podataka, alternativa Microsoft Acess-u i FilemakerPro-u : Glom[26]

### Starija literatura
- Koester,C.:Über Restauration alter Oelgemälde, vol.1,2,3, Heidelberg, 1827.

(online)
- Fielding,T.H.:Knowledge and Restoration of Old Paintings, London, 1847.(online)
- Deon,H. :De la conservation et de la restauration des tableaux, Paris, 1851.(online)
- Mogford,H.:Handbook for the preservation of pictures, London, 1851.(online)
- Forni,U.:Manuale del pittore restauratore, Firenca, 1866.(online)

### Novija i suvremena literatura
- Nikolaus, K.: Handbuch der Gemaelderestaurierung, Koeln, 1998.
- Wehlte, K.: Werkstoffe und Techniken der Malerei, Ravensburg, 1967.
- Ruhemann, H.: The Cleaning of Paintings, New York, 1968.
- Wolbers, R.: Cleaning Painted Surfaces: Aqueous Methods, London, 2000.
- Berger, G.; Russel, W.: Conservation of Paintings-Research and Inovations, London, 2000.
- Leonard, M.; Bomford, D.: Issues in The Conservation of Paintings, Santa Monica, 2005.
- Miller, D.; Stulik, D.; Khanjian, H.: Solvent Gels for The Cleaning of works of Art: The Residue Question, Los Angeles, 2004.
- Hill Stoner, J.; Rushfield, R.: Conservation of Easel Paintings: Principles and Practice, New York, 2012.
- Botticelli, G.: Metodologia di restauro delle pitture murali, Firenze, 1992.
- Villers, C.: Lining paintings, London, 2003.
- Gasparoli, P.: La conservazione dei dipinti murali: affreschi, dipinti a secco, graffiti: prescrizioni per esecuzione, controlli, collaudo, Firenze, 1999.
- Hiby, G.: Il ciclodecano nel restauro di dipinti su tella e manufatti, Saonara, 2008.
- Berger, G. A.: La foderatura, Firenze, 1992.
- Massa, V.: Le vernici per il restauro, Firenze, 1991.
- Cremonesi, P.: L'uso degli enzimi nella pulitura di opere policrome, Saonara, 2002.
- Cremonesi, P.: L'uso di tensioattivi e chelanti nella pulitura di opere policrome, Saonara, 2004.
- Ellison, R.; Smithen, P.; Turnbull, R.: Mixing and Matching: Approaches to Retouching Paintings, London, 2010.
- Pender, R.; Gowing, R.: All Manner of Murals: The History, Techniques and Conservation of Secular Wall Paintings, London, 2007.
- Matulić, B.: Temeljni pojmovi konzervacije-restauracije zidnih slika i mozaika, Split, 2012., ISBN 978-953-263-205-7
- Перова Е.Г. «Пастель: История. Техника. Реставрация. Атрибуция: методические рекомендации»,Moskva 2006.

## Vanjske poveznice
Konzervacija slika u Hrvatskoj
- Muzejski dokumentacijski centar: Preventivna zaštita slika

Konzervacija slika u svijetu
- (engl.) Painting Conservation Glossary Of Terms
- (engl.) caring for acrylics: modern and contemporary paintings
- Conservation Concerns for Acrylic Emulsion Paints: A Literature Review
- (engl.) A New Approach to Cleaning I
- (rus.) Реставрация монументальной живописи  Arhivirana inačica izvorne stranice od 2. studenoga 2011. (Wayback Machine)
- (rus.) Реставрация станковой масляной живописи  Arhivirana inačica izvorne stranice od 2. studenoga 2011. (Wayback Machine)
- (rus.) Реставрация станковой темперной живописи  Arhivirana inačica izvorne stranice od 2. studenoga 2011. (Wayback Machine)
- (rus.) Реставрация икон. Методические рекомендации  Arhivirana inačica izvorne stranice od 2. siječnja 2014. (Wayback Machine)
- (rus.) ПРАКТИКА СОХРАНЕНИЯ И ВОССТАНОВЛЕНИЯ АКВАРЕЛИ  Arhivirana inačica izvorne stranice od 13. studenoga 2017. (Wayback Machine)
- (engl.) Storage and Display Guidelines for Paintings
- (engl.) Condition Reporting - Paintings. Part I: Introduction
- (engl.) Condition Reporting - Paintings. Part II: Examination Techniques and a Checklist
- (engl.) Condition Reporting - Paintings. Part III: Glossary of Terms
- (engl.) Care of Paintings on Ivory, Metal, and Glass
- (engl.) Removing a Painting from its Frame
- (engl.) Backing Boards for Paintings on Canvas
- (engl.) Wrapping a Painting
- (engl.) Paintings: Considerations Prior to Travel
- (engl.) New Insights into cleaning of paintings  Arhivirana inačica izvorne stranice od 24. rujna 2015. (Wayback Machine)
- (engl.)Historical Painting Techniques, Materials, and Studio Practice
- [neaktivna poveznica]
- [neaktivna poveznica]
- Cenini,L. Portrait d'Homme, anonyme, supposé début XIXème siècle    Arhivirana inačica izvorne stranice od 20. veljače 2021. (Wayback Machine)

Video zapisi
- (engl.) Conservation of William H. Johnson's Paintings
- (engl.)The Art and Science of Watercolor Conservation
- (engl.) Painting Conservation: Behind the Scenes - Canvas Repair (1/7), In-painting (2/7), Conservation Framing (3/7), Co nsolidation (4/7), Reintegrationn (5/7), Strip Lining (6/7), Surface Cleaning (7/7)

Sestrinski projekti
|  | Zajednički poslužitelj ima stranicu o temi Konzervacija slika    |
|  | Zajednički poslužitelj ima još gradiva o temi Konzervacija slika |